# Mestno gledališče ljubljansko
Mestno gledališče ljubljansko (kratica MGL) je ljubljansko gledališče, katerega repertoar je usmerjen k sodobnejšim domačim in tujim gledališkim delom. Ustanovljeno je bilo leta 1949 kot drugo dramsko gledališče v mestu. Vhod je iz Gledališke pasaže med Nazorjevo in Čopovo ulico. Poleg njega je bila do leta 2021 Akademija za gledališče, radio, film in televizijo (AGRFT). Obe ustanovi delujeta v zgradbi Serafinskega kolegija.
Na velikem odru in mali sceni se letno uprizori 8 krstnih (novih) predstav. Od leta 1963 v okviru gledališča deluje tudi knjižna založba, ki objavlja gledališko literaturo.